# Léon de Saint-Lubin
Pour les articles homonymes, voir Saint-Lubin.
Napoléon Antoine Eugène Léon de Saint-Lubin (né le 5 juillet 1805 à Turin et mort le 13 février 1850 à Berlin) est un violoniste et compositeur d'origine franco-italienne.

## Vie
Fils d'un professeur de français immigré à Turin, Saint-Lubin émigre très tôt vers Hambourg, où il prend ses premiers cours de violon et de harpe. De 1814 à 1817, il  reçoit l'enseignement de Giovanni Battista Polledro (1781–1853), un élève de Pugnani à Dresde. 
À partir de 1818, il part se perfectionner à Francfort-sur-le-Main auprès de Louis Spohr. Il s'établit définitivement à Vienne en 1820, où il rencontre un grand succès. 
Le 3 octobre 1822, à l'occasion de l'inauguration du théâtre de Josephstadt, Saint-Lubin interprète un solo de Beethoven. Le compositeur lui dédiera à la suite de cette prestation une cadence, dont l'autographe, conservé à la Bibliothèque nationale autrichienne, a été malheureusement perdu dans les bombardements de la Seconde Guerre mondiale. Elle porte le numéro Hess 296.
En 1823 Saint-Lubin devient Konzertmeister au théâtre de Josephstadt, puis en 1824, Kapellmeister. Invité à résider en Hongrie en tant que maître de musique auprès du comte L. Festetics, il y étudie en détail l'œuvre de Niccolò Paganini afin de parfaire sa virtuosité. 
Il part pour Berlin en 1830, où il est nommé Konzertmeister au théâtre royal de Prusse, il occupera cette charge pendant 17 ans. Il devient dès lors un acteur majeur de la vie musicale berlinoise, en organisant régulièrement des concerts de musique de chambre dans sa propriété. Parmi les grands virtuoses qui se sont produits dans son salon, on peut citer Spohr, Liszt, Servais ou encore Mendelssohn.
Outre les pièces virtuoses pour violon, son catalogue compte également des lieder, dont Robert Schumann fit l'éloge, les duos de violon, trios avec piano, quatuors et quintettes à cordes ainsi qu'un octuor pour cuivres et cordes. 
Après plusieurs années de santé vacillante, il meurt à Berlin le 13 février 1850.

## Œuvre
- Op. 1 : Variations sur un Thème de Haydn pour violon seul (Berlin, Schlesinger, Plattennummer 280) 1818
- Op. 2 : 12 variations pour violon solo, 2 violons, 2 flûtes et violoncelle / Bass (Hofmeister)(1815)
- Op. 3 : Grand Duo pour 2 violons (1817)
- Op. 5 : Rondoletto alla Pollaca pour violon et quatuor (Bonn-Cologne, N. Simrock, PN 1647), 1818/19
- Op. 6 : Introduction et Variations sur un Thème Russe Favorit (Bonn-Cologne, Simrock, PN 1709), 1819
- Op. 7 : Polonaise brillante pour violon et quatuor (Leipzig, Hofmeister, PN 981), 1824
- Op. 8 : Six grands Caprices ou Études pour violon seul (Leipzig, Hofmeister), Neuausgabe von Jenő Hubay
- Op. 10 : Quatuor à cordes h-Moll (Vienne, Artaria, PN 2661), 1821
- Op. 14 : Trio avec piano (Vienne, Steiner, ohne PN)
- Op. 16 : Variations sur un thème connu pour violon et piano (Vienne, Mechetti), 1824
- Op. 18 : Variations brillantes sur un thème favori autrichien
- Op. 19 : Quatuor à cordes d-Moll (Vienne, Diabelli, PN 755)
- Op. 22 : Variations brillantes sur un thème favori de Himmel (ca.1827)
- Op. 23 : Grand Notturno pour piano à 4 mains
- Op. 25 : Das Concert in Krähwinkel. Concertante Variationen über das bekannte Lied „Zacharisel wär’ schön“ pour trio avec piano (Vienne, Diabelli, PN 900), 1837
- Op. 27 : Troisième quatuor brillant (Vienne, Leidesdorf, PN 1144), 1829
- Op. 28 : Trois Thèmes variés pour 2 violons (1829)
- Op. 29 : 25 exercices pour 2 violons
- Op. 30 : Deuxième Trio brillant Andante et Rondo sur des airs hongroises
- Op. 31 : 3 Duos pour 2 violons
- Op. 33 : Grand Octetto für piano, flûte, clarinette, basson, cor, alto, violoncelle et contrebasse (Vienne, Diabelli, PN 5738), 1836
- Op. 35 : Pot-Pourri sur diff. thèmes de La Fiancée de Auber
- Op. 36 : 6 Lieder für eine Singstimme mit Begleitung des Pfte (Berlin, Trautwein)
- Op. 37 : Variations brillantes sur un thème original pour violon et orchestre
- Op. 38 : Premier grand quintetto pour quintette à cordes (Berlin, Schlesinger, PN 2095), ca. 1835
- Op. 39 : Thème variée pour quintette avec piano (Berlin, Schlesinger), 1836
- Op. 40 : Souvenir de la Hongrie pour violon et orchestre / piano
- Op. 41 : 6 Études de Concert pour violon et piano
- Op. 41 : 6 Exercices amusants en forme de Caprice (ersch. Okt.1837)
- Op. 42 : 6 Grandes Caprices, 1910 révisé par Jenő Hubay
- Op. 44 : Adagio Religioso en mi majeur pour violon et piano (Leipzig, Schuberth, PN 502), 1842
- Op. 45(a) : Thème Original et Étude de Sigismund Thalberg
- Op. 45 : La Jota aragonesa pour violon et piano ou violon et trio à cordes (Schuberth & Comp. Hambourg & Leipzig 1843)
- Op. 46 : Fantaisie sur un thème de Lucia di Lammermoor pour violon seul (Leipzig, Fr. Kistner, PN 1404) 1844
- Op. 47 : Morceaux de Salon. Deux Nocturnes en Forme d’Andante, No. 1 suivie d’un Rondino. No. 2 suivie d’une Polonaise, pour violon et piano (Hambourg, Schuberth, PN 706), 1844
- Op. 48 : Quintette avec piano (Leipzig, Hofmeister, PN 056), 1844
- Op. 49 : Grand Duo Concertant en forme de Sonata en la majeur pour violon et piano (Hambourg-Leipzig, Schuberth, PN 1010), vers 1847
- Op. 50 : Al chiaro della luna. Barcarole a due voci con acc. de piano (juin 1847)
- 5 concertos pour violon
- 19 quatuors à cordes
- Das Zauberhorn, opéra (1824)
- Das Kornblümchen, opéra (1825)
- Belisar's Tage des Glückes und des Unglückes, mélodrame (1829)
- Dr. Fausts Vetter (Le Cousin de Docteur Faust), ballet (1832)
- König Branors Schwert, opéra (1830)
- Romanze A-Dur pour violon et piano
- 24 Études-Caprices dans les 24 tons de la gamme
- Poème d'Amour op. 3 de Ad. Henselt. Andante et Étude concertante pour piano, transcription pour piano et violon seul ou violon et piano (1850)
- Notturno pour piano à quatre main : 1. Marche, 2. Scherzo, 3. Variations, 4. Polonaise, 5. Andante, 6. Valse
- Mutterlust. In Mütterlichem Schoße pour voix et piano
- Romance de l´Opéra Il Torneo de Lord Westmoreland (Piatosa al mio  martir) transc. pour violon et piano (1844)
- Variations sur Nel cor piu non mi sento (Paisiello) pour violon et trio à cordes (1819 ?, N. Simrock)
- Saint-Lubin/M.L. Blahetka : Fantaisie concertante (1840 ?)
- Saint-Lubin/M.L. Blahetka : Variations concertantes sur Oberon (Weber) op.3 (1823)
- Saint-Lubin/J.P. Pixis : Introduction et Variations sur l'opéra Zelmire de Rossini (1825 ?)